# Valvassor
Valvassor (auch: vavassor) war ein niederer französischer und italienischer Adelstitel des Lehnsadels im Mittelalter. 
Ob beim Valvassor schon von einem Ritter die Rede sein kann, ist strittig. Der französische Valvassor, wie der Normanne Tankred von Hauteville, war zumindest noch nicht gerüstet und auch kaum im Besitz eines Pferdes. Stattdessen stellten mehrere Valvassoren zusammen ihrem Lehnsherren einen Berittenen zur Verfügung (Rossdienst).